# ستيفن كليمنت
ستيفن كليمنت هو سياسي كندي، ولد في 30 ديسمبر 1831، وتوفي في 22 نوفمبر 1901. مثل دائرة بيرتل من 1881 إلى 1882 في الهيئة التشريعية لمانيتوبا.
ولد في أونتاريو وجاء إلى مانيتوبا عام 1880. تم انتخاب كليمنت لجمعية مانيتوبا في انتخابات فرعية عام 1881 عقدت بعد تمديد الحدود الغربية لمانيتوبا.  استقال من مقعده بعد أن عين مأمورا للمنطقة القضائية الغربية في عام 1882. شغل كليمنت هذا المنصب حتى وفاته في عام 1901. كما خدم في مجلس إدارة مدرسة براندون.
خدم ابنه ستيفن أيضًا في الجمعية الإقليمية. 